# Talladjé (Niamey)
Talladjé (auch: Koado, Talladjé Koado) ist ein Stadtviertel (französisch: quartier) im Arrondissement Niamey IV der Stadt Niamey in Niger.

## Geographie

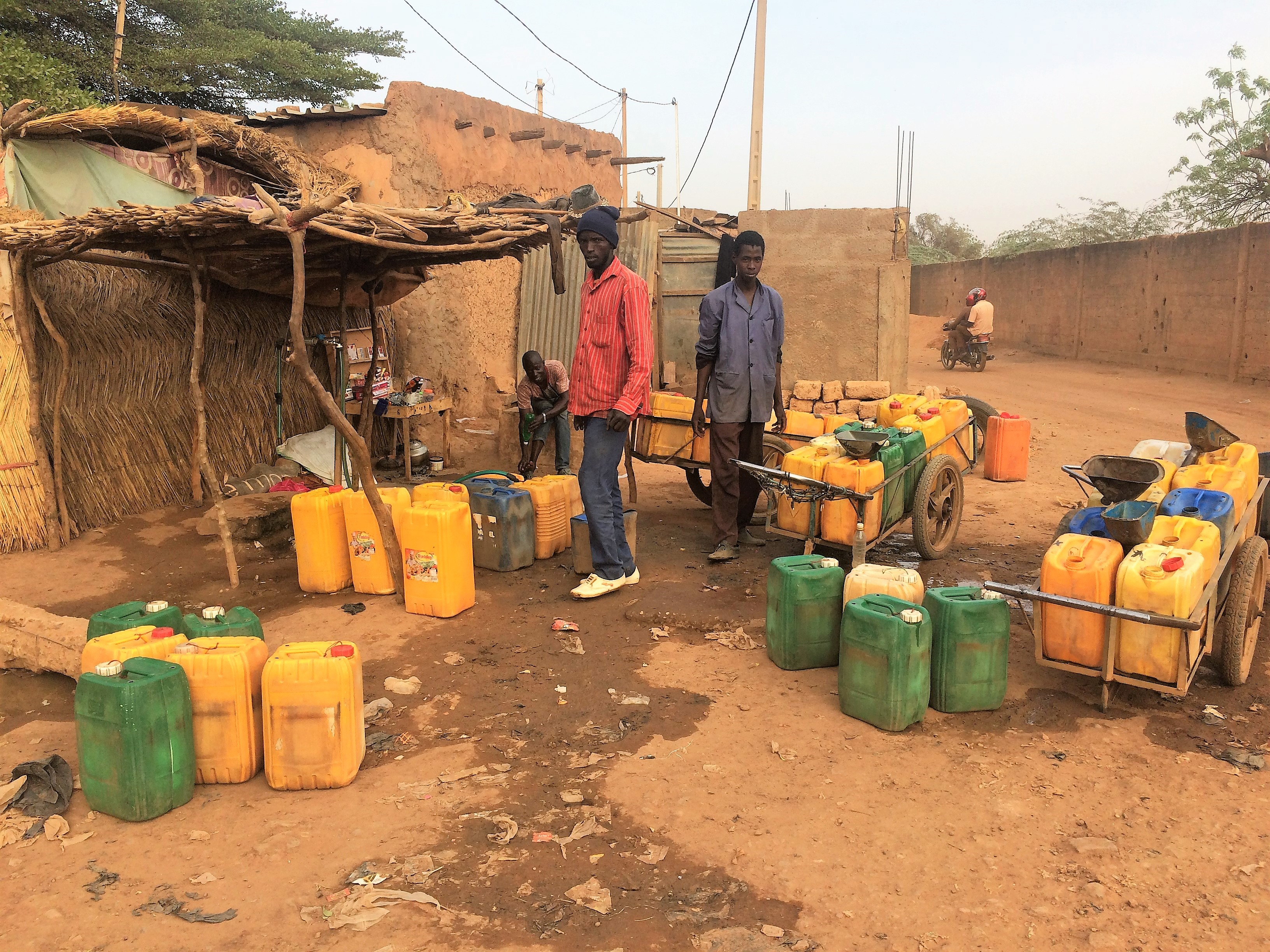
Auffüllen von Kanistern an einer Wasserstelle in Talladjé (2019)

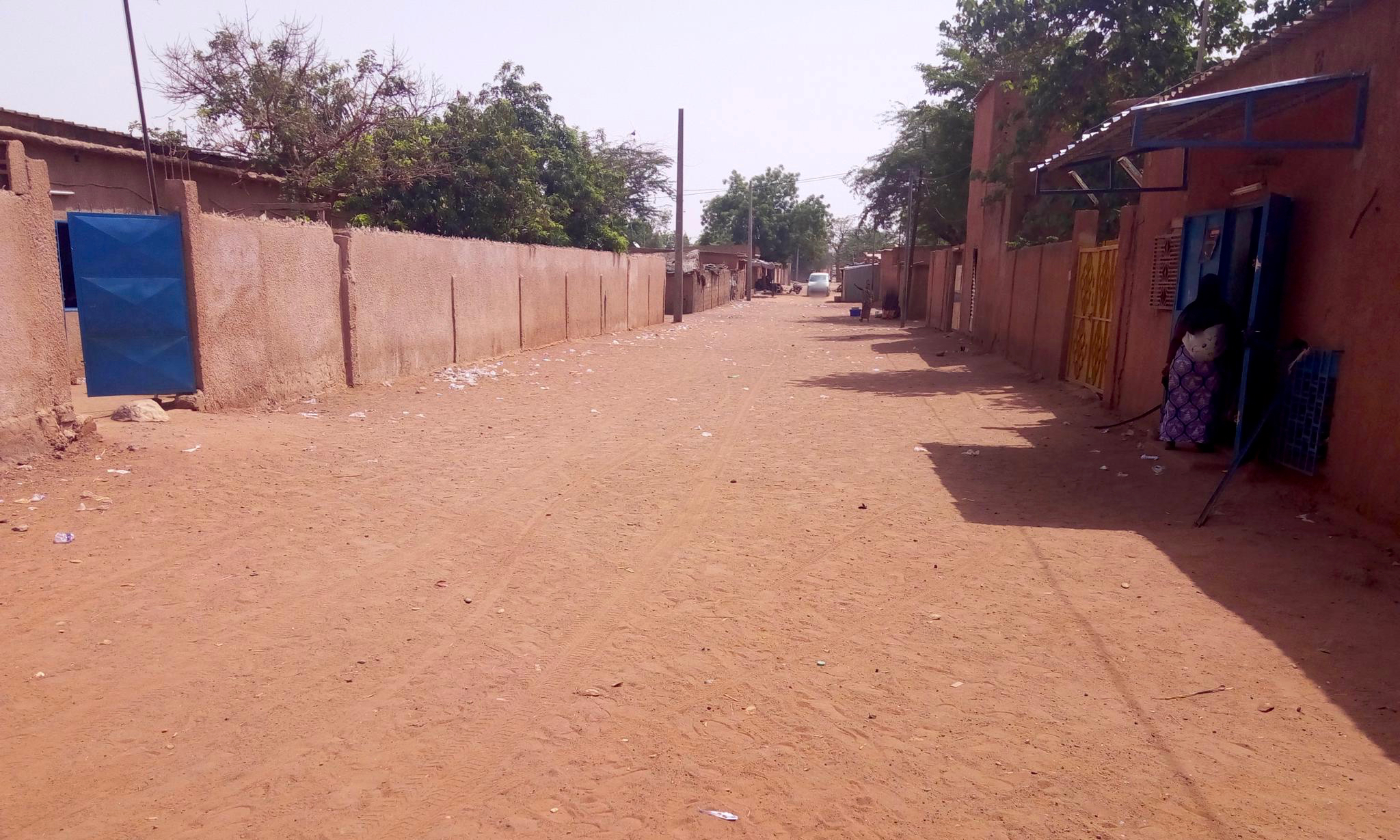
Rue TJ 59 in Talladjé (2018)

Talladjé befindet sich im Südosten des urbanen Gemeindegebiets zwischen dem Flughafen Niamey im Osten und dem Grüngürtel von Niamey im Westen. Südlich des Stadtviertels, jenseits der Nationalstraße 1, liegt das Stadtviertel Pays Bas-Tondi Gammé. Im Nordosten schließt das Stadtviertel Talladjé Est an. Talladjé erstreckt sich über eine Fläche von etwa 164,4 Hektar und liegt großteils in einem Tafelland mit einer Sandschicht, die im Norden mehr und im Zentrum weniger als 2,5 Meter tief ist. Der Boden im Süden ist stark eisenhaltig, wodurch keine Einsickerung möglich ist. Im traditionellen Herrschaftssystem (chefferie traditionnelle) untersteht das Stadtviertel dem Kantonschef von Saga.
Das Standardschema für Straßennamen in Talladjé ist Rue TJ 1, wobei auf das französische Rue für Straße das Kürzel TJ für Talladjé und zuletzt eine Nummer folgt. Dies geht auf ein Projekt zur Straßenbenennung in Niamey aus dem Jahr 2002 zurück, bei dem die Stadt in 44 Zonen mit jeweils eigenen Buchstabenkürzeln eingeteilt wurde.

## Geschichte
Der Name Talladjé kommt aus der Sprache Fulfulde und bedeutet „zu Füßen des Affenbrotbaums“. Der Flurname bestand bereits im 19. Jahrhundert, lange vor der Gründung der Siedlung. Koado ist der entsprechende Ortsname in der Sprache Zarma.
Der Stadtteil entstand unkontrolliert als informelle Siedlung ab 1966 in der Nähe des Industriegebiets von Gamkalley bei der östlichen Stadtausfahrt zum Flughafen Niamey. Der Ortsgründer Soumana Sagaizé und seine Familie stammten aus dem südlich gelegenen Saga und besaßen in Talladjé Felder. Der erste dauerhafte Siedler war Hamani Hama, sein älterer Bruder. Soumana Sagaizé folgte ihm nach, als er Teile seines Grundbesitzes in Saga für einen Schulneubau bereitstellen musste. Ihrem Beispiel folgten weitere Siedler aus verschiedenen Stadtvierteln Niameys, die auf legalem Weg keinen Grundbesitz erwerben konnten oder wollten. Talladjé entwickelte sich aus einer kleinen Fulbe-Siedlung zu einer großen Vorstadt, die von Hausa dominiert wird. Bereits 1976 lebten hier über 5000 Menschen.
Die Grundstückszuteilung und „Stadtplanung“ besorgte Soumana Sagaizé, der auch Raum für projektierte öffentliche Einrichtungen wie eine Schule, eine Moschee oder einen Markt berücksichtigte. Ein Problem neben der Illegalität der Siedlung war die mangelhafte Wasser- und Stromversorgung. Unter dem Namen Talladjé-Talladjé wurden Sammeltaxis bekannt, die das Viertel mit dem Stadtzentrum und dem Flughafen verbinden. In den Jahren 1980 und 1982 wurden Teile von Talladjé aus Sicherheitsgründen abgerissen. Nach infrastrukturellen Ausbauten wurde das Stadtviertel schließlich 1981 von den Behörden legalisiert.

## Bevölkerung
Bei der Volkszählung 2012 hatte Talladjé 34.736 Einwohner, die in 5592 Haushalten lebten. Bei der Volkszählung 2001 betrug die Einwohnerzahl 36.033 in 5579 Haushalten und bei der Volkszählung 1988 belief sich die Einwohnerzahl auf 26.417 in 4010 Haushalten.

## Infrastruktur
Der Markt von Talladjé entstand im Jahr 1990 und ist im Zentrum des Stadtviertels gelegen, wo er sich über eine Fläche von 0,36 Hektar erstreckt. Er dient der Versorgung des Stadtviertels und hat darüber hinaus keine Bedeutung.
In Talladjé gibt es mehrere öffentliche Grundschulen. Die älteste, die Ecole primaire de Talladjé I, wurde 1978 gegründet.
Im Stadtviertel ist mit einem Centre de Santé Intégré (CSI) ein Gesundheitszentrum vorhanden.
Der Centre National d’Activités Socio Educatives et Culturelles de Talladjé ist ein 2001 gegründetes großes staatliches Jugendzentrum, das auch für die Nachbarviertel von Bedeutung ist.